# Immunologi
Immunologi är läran om immunförsvaret och dess reaktion på smittämnen samt när immunförsvaret inte fungerar som det ska (till exempel autoimmuna sjukdomar, allergier och avstötning av transplanterade organ).

## Historia
Kineserna skall ha varit tidiga med att vaccinera barn mot smittkoppor, genom att inhalera pulver gjort av patienter som återhämtat sig från sjukdomen.
Den moderna immunologin föddes i och med att den engelske läkaren Edward Jenner lyckades vaccinera mot smittkoppor. Succén berodde på att han hade observerat att mjölkpigor som blev smittade med kokoppor sedan aldrig smittades med smittkoppor. För att bevisa sin teori injicerade han kokoppor i en 8-årig pojke, som sedan exponerades för smittkoppor men inte blev smittad.
Immunförsvaret kan delas upp i två delar – det ospecifika eller medfödda försvaret, och det adaptiva eller förvärvade försvaret.

## Det ospecifika immunförsvaret
Det ospecifika immunförsvaret består dels av fysiska och kemiska barriärer, såsom huden och substanser som gör att mikroorganismer inte trivs. Det består även av fagocyter – makrofager och granulocyter – samt NK-celler. Det naturliga försvaret går in i ett tidigt försvar vid en infektion, och är inte specifikt mot olika sjukdomsframkallande virus eller bakterier. Det naturliga försvaret saknar minne och kan inte övas upp till att bli bättre på att bekämpa vissa sjukdomar.

## Det adaptiva immunförsvaret
Det adaptiva immunförsvaret stimuleras vid exponering av exempelvis virus eller bakterier. Detta försvar finns inte från början utan byggs upp efter exponering för det sjukdomsframkallande, därför kallas det för adaptivt. Det består främst av T-celler (T-lymfocyter) och B-celler (B-lymfocyter). De senare producerar antikroppar som reagerar och neutraliserar det främmande materialet – antigenet. Det adaptiva försvaret har ett minne vilket gör att det känner igen antigenet och kan reagera snabbare andra gången som kroppen exponeras.
Man kan säga att det är immunförsvaret som avgör vad som tillhör kroppen och vad som är främmande ämnen och objekt som kroppen ska försvaras mot. Abnormaliteter i immunförsvaret kan leda till att antikroppar utvecklas mot något i kroppen självt, vilket resulterar i autoimmuna sjukdomar.

## Typer av immunreaktioner
- Typ I: hypersensivitet (exempelvis allergi). Kroppen måste exponeras för ett allergen en gång för att immunförsvaret ska börja bilda IgE-antikroppar som binder till mastceller. Då ett antigen binder till två IgE-antikroppar på en mastcell så degranuleras mastcellen som frisätter histamin och börjar att syntetisera cytokiner.
- Typ II: antikroppsberoende. Antingen komplement beroende eller komplement oberoende.
- Typ III: immunkomplex. Exempelvis SLE
- Typ IV: fördröjd. Det tar ett par dagar för T-cellerna att utvecklas, till exempel kontaktallergi som förekommer vid allergiskt kontakteksem.

## Autoimmunitet
I brässen (thymus) bildas T-celler som kan ha någon av följande egenskaper. Antingen känner de igen:
- Främmande antigen och eget MHC – det är så T-cellen ska fungera
- Främmande antigen och främmande MHC – oanvändbar
- Eget antigen och främmande MHC – oanvändbar
- Eget antigen och eget MHC – potentiellt farlig

Det sker en negativ selektion av T-cellerna för att inga oanvändbara eller potentiellt farliga T-celler ska kunna lämna thymus. Om denna negativa selektion blir störd kan det ge upphov till en autoimmun reaktion vilket innebär att immunförsvaret ser kroppen som något främmande.